# Живр
Живр (фр. Givre) насеље је и општина у западној Француској у региону Лоара, у департману Вандеја која припада префектури Сабл д'Олон.
По подацима из 2011. године у општини је живело 438 становника, а густина насељености је износила 35,27 становника/km². Општина се простире на површини од 12,42 km². Налази се на средњој надморској висини од 30 метара (максималној 72 m, а минималној 2 m).

## Демографија
| 1962. | 1968. | 1975. | 1982. | 1990. | 1999. | 2011. |
| ----- | ----- | ----- | ----- | ----- | ----- | ----- |
| 213   | 282   | 263   | 276   | 265   | 273   | 438   |

График промене броја становника у току последњих година